# Arma dei trasporti e materiali
L'Arma dei trasporti e dei materiali dell'Esercito italiano, nota anche con l'acronimo Tramat, è un'Arma dell'Esercito Italiano specializzata nella logistica di aderenza e nel supporto al combattimento.

## Storia
Il primo veicolo, con motore a vapore, fu acquistato dal Ministero della guerra nel 1900.
L'Arma trae origine dal nucleo di militari addetti alla condotta delle automobili a benzina costituito nel 1902 presso la Brigata ferrovieri del Genio.

### Le origini
Con l'atto n. 51 del Ministero della guerra del 1903, si disponeva appunto la selezione di un gruppo di militari che si specializzavano nella conduzione degli automobili, poi costituito nel 1905 come "Nucleo Automobilistico".
Nel 1906 vennero costituiti i Battaglioni volontari ciclisti ed automobilisti (BVCA), formati da Ufficiali, proprietari di macchine, in congedo o in possesso dei requisiti necessari per conseguire la nomina.
Il 1º settembre 1906 prese vita, dal nucleo di militari addetti alla condotta delle automobili, la "Sezione Automobili" amministrata dal distaccamento ferrovieri del Genio, divisa in due gruppi dislocati rispettivamente a Torino e a Roma, che fu il primo organismo militare, in seno al Regio Esercito Italiano, per gli autotrasporti. A questo evento viene fatta risalire la nascita dell''attuale Arma dei trasporti e materiali dell'Esercito italiano.
Nel 1907 venne emanata la prima iscrizione sul servizio automobilistico, contenente norme tecniche, disciplinari, amministrative e di impiego, nonché le modalità relative ai libretti matricolari dei veicoli ed ai certificati di idoneità alla loro condotta.
Nell'ottobre del 1908 ebbe inizio a Roma il corso di istruzione automobilistica, della durata di tre mesi, riservato ad Ufficiali di tutte le Armi e specialità, compresa un'aliquota di Ufficiali in servizio di Stato Maggiore.
Con legge del 17 luglio 1910, la Sezione automobilistica distaccata divenne Battaglione automobilisti del Genio, inquadrato nel 6º Reggimento ferrovieri del Genio.
Nel 1911 venne chiamata Battaglione autofotoelettrico e le compagnie addette divennero sei, divise fra il Reggimento artiglieria da campagna (quattro) e il Reggimento artiglieria a cavallo (due).
Nel 1912, la nuova branca dei Servizi a traino meccanico venne attribuita al Servizio dei trasporti e tappe, estendendo la gamma dei trasporti oltre la ferrovia e costituendo un logico prolungamento fino alle unità combattenti in prima linea.
L'8 giugno 1912 la Battaglia di Zanzur della Guerra italo-turca vide il primo intervento diretto dell'autocarro in azioni di guerra (54 autocarri Fiat 15 Ter). I reparti automobilisti, alla conclusione della campagna, furono decorati con la croce di guerra al valor militare.
Durante la prima guerra mondiale c'erano sette compagnie sotto il nome di Compagnie automobilistiche d'artiglieria.
Nel 1914, in previsione dell'imminente conflitto, il Servizio automobilistico fu esteso a tutto il Regio Esercito e posto alle dipendenze dell'Intendenza generale direzione tappe. A fine conflitto la branca poteva contare circa 100.000 uomini e 35.000 veicoli.
Il 12 dicembre 1915 sbarcarono a Valona, in Albania, i primi autocarri Fiat 15 Ter facenti parte del Corpo speciale e destinati a costituire il Distaccamento automobilistico che il 3 gennaio 1916 si trasformò in 16° Autoreparto. Successivamente presero vita il 6° Autoreparto, anch'esso a Valona, il 29° Autoreparto a Santi Quaranta ed il 48° Autoreparto a Delvino, tutti destinati ad alimentare il sostegno delle truppe alleate operanti in Macedonia.
Tra i primi autieri, ricordiamo il Presidente della Repubblica Sandro Pertini che a metà del 1916 fu destinato alla 1ª Compagnia automobilisti del 25º Reggimento Artiglieria, di stanza presso il Comando della I Armata in Trentino.
Dal 19 al 22 maggio 1916 venne realizzato il primo grande impiego di massa di autocarri, per consentire il celere concentramento sul fronte minacciato della I Armata, nella zona degli altopiani di Asiago, di tutte le truppe in riserva strategica. La riuscita di questo utilizzo di autocarri, oltre che all'efficienza del materiale automobilistico, fu dovuta all'instancabile attività delle truppe automobilistiche che, consapevoli della gravità del momento, si prodigarono con prontezza, energia e disciplina, consentendo la tempestiva esecuzione dei provvedimenti disposti dal Comando Supremo per impedire agli Austriaci lo sbocco al piano.
Alla particolare impresa si ispira la celebrazione dei fatti d'arme del futuro Corpo automobilistico che ricorre ogni 22 maggio, in seguito alla disposizione del 31 maggio 1925.
Il 16 luglio dello stesso anno, gli automobilisti registrarono il primo caduto, Emilio Vanzetti, ma anche il primo decorato, il sergente Attilio De Lorenzi, medaglia di bronzo al valor militare.
Nel luglio nacquero le unità idonee al trasporto di interi battaglioni, vedendo così alla luce gli "Autogruppi", costituiti da "Autoreparti", a loro volta articolati in "Autosezioni". Più Autogruppi formavano un "Autoraggruppamento" capace di trasportare una Brigata.
Il 20 aprile 1920 vennero costituiti, tra altri enti, anche 10 Centri automobilistici.
Il 7 gennaio 1923 fu costituito il Servizio dei trasporti militari con 10 Raggruppamenti trasporti (uno per Corpo d'Armata) in sostituzione dei Centri automobilistici e un'Officina costruzioni automobilistiche a Bologna.
Con la legge 11 marzo 1926, n. 396 il Servizio dei trasporti militari divenne Servizio automobilistico militare e fu organizzato in dodici Centri automobilistici, un Ispettorato tecnico automobilistico e un'Officina automobilistica; ciascun Centro era costituito da un comando, un deposito e un gruppo o una compagnia automobilistica.
Il 20 maggio 1932 venne concesso al Servizio automobilistico militare il motto araldico: Fervent Rotæ, Fervent Animi (Ardono le ruote, ardono gli animi).
Nel 1935, dopo aver assunto il nome di Automobilismo militare divenne, nello stesso anno, a seguito del decreto legge 27 dicembre 1935, n. 2171, Corpo automobilistico.
Il 18 marzo 1936 vennero determinati il fregio e le mostrine.
Nello stesso anno, nel corso della campagna d'Etiopia, venne costituita la memorabile autocolonna di oltre 1.600 veicoli, detta della "ferrea volontà" che da Dessié raggiunse Addis Abeba, in tempi inferiori ad ogni previsione.
Per decreto del 7 giugno 1938 fu concesso al Corpo il Labaro e nel 1942 venne concessa la Bandiera di Guerra.
Durante la Seconda Guerra Mondiale, gli Autieri, presenti su tutti i fronti, diedero un altissimo tributo di sangue per tutta la durata del conflitto. Innumerevoli gli episodi di eroismo e rilevanti le perdite su tutti i fronti: Occidentale, Africa settentrionale ed orientale, Balcani, Russia e nella Guerra di Liberazione.
Il 1º luglio 1942 il Corpo fu ampliato e i Centri automobilistici divennero 16 e cambiarono la denominazione in "Reggimenti Autieri". Nello stesso anno fu istituito l'Ispettorato del Corpo automobilistico.

### Dopoguerra
Il 20 gennaio 1948 assunse il nome di Servizio automobilistico, con la conseguenza che i Reggimenti autieri assunsero di nuovo la denominazione di Centri autieri". Vennero altresì definite le mostrine e il fregio (le mostrine rimasero uguali, mentre il fregio perse il nodo di Savoia). Il servizio era diretto da un Tenente Generale e posto alle dipendenze del Capo di stato maggiore dell'Esercito.
Il 4 novembre 1954 San Cristoforo Martire venne proclamato Celeste Patrono del Servizio automobilistico.
Nel 1955 venne istituito il Museo storico della motorizzazione militare.
L'11 ottobre 1965 venne concesso lo stemma al Servizio automobilistico.
Nel 1975, in seguito alla ristrutturazione dell'Esercito, si costituirono i Battaglioni logistici.
Con la Legge 20 settembre 1980, n. 574 il Servizio automobilistico riassunse la denominazione di Corpo automobilistico. Nello stesso anno estese le sue competenze, su determinazione dello Stato Maggiore dell'Esercito, alla gestione di tutti i materiali di armamento (artiglieria, armi, munizionamento, materiale del Genio, materiale delle Trasmissioni e materiale dell'Aviazione leggera dell'Esercito).
Il 1º ottobre 1981 divenne Corpo automobilistico dell'Esercito italiano e, nella circostanza, si formò il Comando dei trasporti e materiali dell'Esercito nel quale confluirono il Comando del Corpo automobilistico ed il Comando dei servizi materiali d'armamento.

### Da Corpo ad Arma
Con decreto legislativo 30 dicembre 1997, n. 490, il Corpo assunse l'attuale denominazione di Arma dei trasporti e dei materiali dell'Esercito italiano.
I battaglioni logistici vennero riordinati nel 1994 in Reggimenti Trasporti e di Manovra e successivamente inseriti nella Brigata Logistica di Proiezione, costituita nel 2001.
Nel settembre 2010, a seguito della soppressione della Brigata Logistica di Proiezione e della Scuola Trasporti e Materiali, si costituisce nella sede di Roma Cecchignola il Comando Logistico di Proiezione. Il Comando viene sciolto nel settembre 2013.
Il Comando Trasporti e Materiali viene costituito il 30 giugno 2014 dal riconfigurato Dipartimento Trasporti e Materiali, come organo direttivo centrale, inquadrato nel Comando Logistico dell'Esercito.
Dal 2015 le unità vengono denominate Reggimenti Logistici, dieci inquadrati nell'ambito delle singole Brigate dell'Esercito e tre autonomi.

## Compiti
L'Arma assolve i compiti legati alla logistica dell'Esercito.
Il suo compito è molto delicato in quanto è funzionale all'organizzazione militare, al rischieramento in teatro di uomini e mezzi, alla manutenzione dei materiali, dei sistemi d'arma e del parco mezzi, nella formazione, specializzazione e aggiornamento dei tecnici, nonché nella conduzione dei mezzi terrestri più complessi.
L'Arma dei trasporti e materiali è quindi da considerarsi a pieno titolo un'Arma combattente specializzata nella logistica di aderenza e di sostegno, nella conduzione dei mezzi e nella gestione delle risorse sul campo.
Per queste sue specifiche competenze, l'Arma si è guadagnata negli anni la stima e la fiducia di tutte le Armi e i Corpi dell'Esercito, delle altre Forze Armate italiane ed anche straniere.

## Il Comando
Dal Comando Trasporti e Materiali dipendono gli organi esecutivi logistici:
- 2 Poli Mantenimento Pesante (Nord a Piacenza e Sud a Nola (NA))
- Polo Mantenimento Armi Leggere (a Terni)
- Polo Mantenimento dei Mezzi di Telecomunicazione, Elettronici e Optoelettronici (a Roma)
- Polo Nazionale Rifornimenti Motorizzazione, Genio, Artiglieria e NBC (a Piacenza)
- 8º Reggimento Trasporti “Casilina” (a Roma)
- 3 Centri Rifornimenti e Mantenimento (3° a Milano, 10° a Napoli e 15° a Padova)
- 3 Sezioni Rifornimenti e Mantenimento (Palermo, Cagliari e Treviso)
- Parco Mezzi Cingolati e Corazzati (a Lenta (VC))
- Parco Materiali Motorizzazione Genio Artiglieria e NBC (a Peschiera del Garda (VR))
- 2 Battaglioni di Sostegno Telecomunicazioni (184º Btg. "Cansiglio" a Treviso e 44º Btg. "Penne" a Roma)
- Scuola Trasporti e Materiali (a Roma)

## Reparti attualmente in vita
- Reggimento Addestrativo (Roma) (include la Banda dell'Arma dei trasporti e dei materiali)
- Reggimento di Manovra Interforze (Roma)
- Reggimento Gestione Aree di Transito e RSOM (Bellinzago Novarese, con due battaglioni distaccati a Bari)
- 8º Reggimento Trasporti "Casilina" (Roma)
- 11º Reggimento Trasporti "Flaminia" (Roma)
- 6º Reggimento logistico di supporto generale (Budrio)
- Reggimento Logistico "Aosta" (Palermo)
- Reggimento Logistico "Ariete" (Maniago)
- Reggimento logistico "Garibaldi" (Persano)
- Reggimento Logistico "Friuli"(Budrio)
- Reggimento logistico "Folgore" (Pisa)
- Reggimento Logistico "Pinerolo" (Bari)
- Reggimento Logistico "Pozzuolo del Friuli" (Remanzacco)
- Reggimento logistico "Sassari" (Cagliari)
- Reggimento Logistico "Taurinense" (Rivoli (TO))
- Reggimento logistico "Julia" (Merano)
- Parco Mezzi Cingolati e Corazzati (Lenta)

## Onorificenze concesse alla Bandiera di Guerra dell'Arma dei Trasporti e dei Materiali (e predecessori)
La Bandiera di Guerra dell'Arma dei Trasporti e dei Materiali (e predecessori) è decorata delle seguenti onorificenze, comprese le ricompense concesse ad unità disciolte e non più ricostituite:

 1 Medaglia d'argento al valor militare
 1 Medaglia di bronzo al valor militare
 1 Croce di guerra al valor militare
 1 Medaglia di bronzo al valore dell'Esercito
 1 Medaglia d'oro al merito civile
 1 Croce d'argento al merito dell'Esercito
Sulla bandiera del Corpo sono anche le ricompense concesse ad unità disciolte e non più ricostituite:
 1 Medaglia d'argento al valor militare
 3 Croci di guerra al valor militare

### Motivazioni
Ricorrendo anche al combattimento e segnando con il proprio sangue la via alle autocolonne, recava ai camerati quanto loro occorreva per vivere e combattere. Guerra italo-etiopica, 3 ottobre 1935 - 5 maggio 1936
(alla Compagnia Autonoma della Tripolitania -soppresso-; medaglia posta sulla bandiera dell'Arma)»
— Roma, decreto del Presidente della Repubblica 26 dicembre 1963
Province della Campania e della Basilicata, 23 novembre 1980 - 31 marzo 1981

## Autieri degni di nota
- Sandro Pertini, Presidente delle Repubblica italiana
- Carlo Azeglio Ciampi, Presidente della Repubblica italiana
- Tazio Nuvolari, pilota

## Il motto
Il motto Fervent Rotæ, Fervent Animi (Ardono le ruote, ardono gli animi) fu concesso al Servizio automobilistico militare il 20 maggio 1932.

## La preghiera dell'Autiere[4]
Dio onnipotente ed eterno,
Signore dello spazio e della vita,
ascolta la preghiera
devota e fiduciosa
degli Autieri d’Italia.
Proteggi e benedici
il servizio che rendiamo ai fratelli
e donaci la capacità di usare i nostri mezzi
anche per soccorrere
e per salvare i bisognosi.
Infondi in noi, o Signore,
l’amore per la Patria e per la Libertà.
Per intercessione di San Cristoforo,
nostro celeste Patrono,
sostienici nell’adempimento del dovere
per essere d’esempio a tutti i cittadini.
Il sacrificio degli Autieri Caduti per la Patria
guidi il nostro operare
verso il Tuo regno
di giustizia e di pace.
Amen.

## L'inno
Corri e vola, va lontano è stato cantato da tante classi di autieri.
Successivamente videro la luce due partiture:
Siam gli Autieri d'Italia, non sappiam che sia il timor (parole e musica di Pompeo Baroncini, Autiere di Imola);
Nel campo azzurro le due fiamme nere (musica del Gen. Soddu, parole del Magg. Scarpellini) {{senza fonte}} .

Dopo la Seconda guerra mondiale si tornò a cantare Corri e vola, va lontano del quale non si conoscevano più gli autori, ma, nel corso di una riunione della Sezione di Trieste dell'Associazione nazionale autieri d'Italia, un socio, già Ufficiale di complemento del Corpo Automobilistico, aveva riesumato il vecchio spartito, che dimostrava come l'inno fosse stato composto da suo padre, il violinista triestino Cesare Barison e le parole fossero di Attilio Schiavoni {{senza fonte}} . La copertina dello spartito era così intestata:
Dedicato al Generale di Divisione
Gr. Uff. Angelo Pugnani
Associazione Automobilisti in Congedo
Sezione Provinciale di Trieste
INNO AGLI AUTOMOBILISTI
Parole di Attilio Schiavoni, Musica di Cesare Barison